# Bloodsports
Bloodsports – szósty album studyjny brytyjskiej grupy alternatywno-rockowej Suede, wydany 18 marca 2013 roku.
Pierwszy album składający się z nowych utworów od czasu A New Morning w 2002 roku.

## Tło
Wokalista Suede, Brett Anderson, stwierdził, że nowy album brzmieć ma jak połączenie albumu Dog Man Star (1994) z Coming Up (1996).
Grupa przygotowywała materiał na płytę już w 2011 roku. Jednak postanowili rozpocząć pracę od początku po wejściu do studia z udziałem producenta muzycznego Eda Bullera, który wyprodukował także ich trzy pierwsze albumy.
Brett Anderson powiedział o albumie Bloodsports:

Jest o pożądaniu, jest o pogoni, jest o niekończącej się cielesnej grze miłości. Było to prawdopodobnie najtrudniejsze co kiedykolwiek zrobiliśmy, jednak zdecydowanie najbardziej satysfakcjonujące.

W styczniu 2013 roku grupa Suede udostępniła za darmo w formie downloadu otwierający płytę utwór „Barriers”. 20 kwietnia 2013, w dniu święta niezależnych sklepów i wytwórni płytowych (Record Store Day), piosenka znalazła się na okolicznościowym singlu „Barriers / Animal Nitrate” (tzw. podwójna strona A), wydanym w limitowanym nakładzie w formie 7-calowej płyty winylowej.
Na pierwszy singiel promujący album wybrano jednakże utwór „It Starts and Ends with You” – singel ten został wydany w 4 lutego 2013. Drugi singel, „Hit Me”, ukazał się 27 maja 2013.

## Lista utworów
| Nr  | Tytuł utworu                                                  | Długość |
| --- | ------------------------------------------------------------- | ------- |
| 1.  | „Barriers” (Brett Anderson, Richard Oakes, Neil Codling)      | 3:42    |
| 2.  | „Snowblind” (Anderson, Oakes)                                 | 4:03    |
| 3.  | „It Starts and Ends with You” (Anderson, Codling)             | 3:51    |
| 4.  | „Sabotage” (Anderson, Codling)                                | 3:45    |
| 5.  | „For the Strangers” (Anderson, Oakes, Codling)                | 4:12    |
| 6.  | „Hit Me” (Anderson, Oakes, Codling)                           | 4:03    |
| 7.  | „Sometimes I Feel I'll Float Away” (Anderson, Oakes)          | 4:12    |
| 8.  | „What Are You Not Telling Me?” (Anderson, Oakes, Codling)     | 3:12    |
| 9.  | „Always” (Anderson, Oakes, Codling, Simon Gilbert, Mat Osman) | 4:42    |
| 10. | „Faultlines” (Anderson, Oakes, Codling)                       | 4:05    |

iTunes deluxe version bonus tracks
| Nr | Tytuł utworu                            | Długość |
| -- | --------------------------------------- | ------- |
| 1. | „Dawn Chorus” (Anderson, Oakes)         | 4:03    |
| 2. | „Howl” (Anderson, Osman)                | 3:35    |
| 3. | „It Starts and Ends with You” ((video)) | 3:35    |
| 4. | „iPod Armistice” ((video))              | 17:51   |

Japoński bonus tracks
| Nr | Tytuł utworu                                     | Długość |
| -- | ------------------------------------------------ | ------- |
| 1. | „Dawn Chorus” (Anderson, Oakes)                  | 4:03    |
| 2. | „Nothing Can Stop Us” (Anderson, Oakes, Codling) | 3:35    |

Box set bonus tracks
| Nr | Tytuł utworu                                 | Długość |
| -- | -------------------------------------------- | ------- |
| 1. | „Dawn Chorus” (Anderson, Oakes)              | 4:03    |
| 2. | „No Holding Back” (Anderson, Oakes, Codling) | 3:52    |